# تترای نیجر
تترا نیجر با نام علمی Arnoldichthys spilopterus، یک کاراسین بومی کشور نیجریه است. این گونه تنها عضو از جنس خود است.

## توضیحات و اکولوژی
تترا نیجر یک گونه آب شیرین گرمسیری است که فقط در تعداد محدودی از مکان‌های نیجریه (رودخانه‌های اوگون و نیجر) یافت می‌شود. نرهای بالغ به‌طور متوسط تا ۹٫۶ سانتیمتر (۳٫۸ اینچ) طول دارند. رژیم غذایی آنها عبارت است از کرم‌ها، حشرات و سخت پوستان کوچک. تترا نیجرهای ماده‌ها در اسارت می‌توانند حدود ۱۰۰۰ تخم بگذارند که بچه‌ها در عرض ۳۰ تا ۳۴ ساعت از تخم بیرون می‌آیند.

## حفاظت
در حال حاضر این گونه به دلیل گستره پراکنش محدود، تلفات حین صید جهت تجارت آکواریوم و همپنین تخریب مداوم زیستگاه، توسط IUCN به عنوان در معرض خطر طبقه‌بندی شده‌است.